# Carola Hits 2
Carola Hits 2 är ett samlingsalbum av den svenska pop- och gospelsångerskan Carola Häggkvist, släppt 1996. På albumlistorna placerade sig albumet som bäst på 50:e plats i Sverige.

## Låtlista
1. "Believe" - 4:49
2. "Save Me" - 3:44
3. "Just The Way You Are" - 5:01
4. "Säg mig var du står" ("Why Tell Me Why") - 3:50
5. "Hunger" - 4:30
6. "Ännu en dag" - 4:35
7. "Thunder & Lightning" - 4:35
8. "Gjord av sten" - 4:00
9. "Vilken värld det ska bli" - 3:11 (med Per-Erik Hallin)
10. "Brand New Heart" - 3:39
11. "Spread Your Wings (for Your Love)" - 3:17
12. "Every Beat of My Heart" - 4:28
13. "All The Reasons To Live" - 4:37
14. "Save the Children" - 4:11
15. "Oh, Happy Day" - 3:28
16. "Guld i dina ögon" - 4:36
17. "Det kommer dagar" - 4:13
18. "Mixade minnen" - 4:42

## Singlar
- Believe
- Just the way you are

## Listplaceringar
| Lista (1996) | Topplacering |
| ------------ | ------------ |
| Sverige      | 50           |